# Zayin (album)
 (février 2023).
Si vous disposez d'ouvrages ou d'articles de référence ou si vous connaissez des sites web de qualité traitant du thème abordé ici, merci de compléter l'article en donnant les références utiles à sa vérifiabilité et en les liant à la section « Notes et références ».
Pour les articles homonymes, voir Zayin.
Albums de Masada
Vav Het
Zayin est un album de Masada sorti en 1996 sur le label DIW. Les compositions sont de John Zorn.

## Titres
| 1.    | Shevet    | 7:58 |
| 2.    | Hath-Arob | 3:24 |
| 3.    | Mahshav   | 6:16 |
| 4.    | Shamor    | 5:09 |
| 5.    | Bacharach | 1:24 |
| 6.    | Otiot     | 3:27 |
| 7.    | Nevuah    | 8:22 |
| 8.    | Kedem     | 9:55 |
| 9.    | Zemer     | 2:14 |
| 10.   | Evel      | 5:35 |
| 11.   | Tekufah   | 6:59 |
| 60:43 |           |      |

## Personnel
- John Zorn - saxophone
- Dave Douglas - trompette
- Greg Cohen - basse
- Joey Baron - batterie